# Skönhet

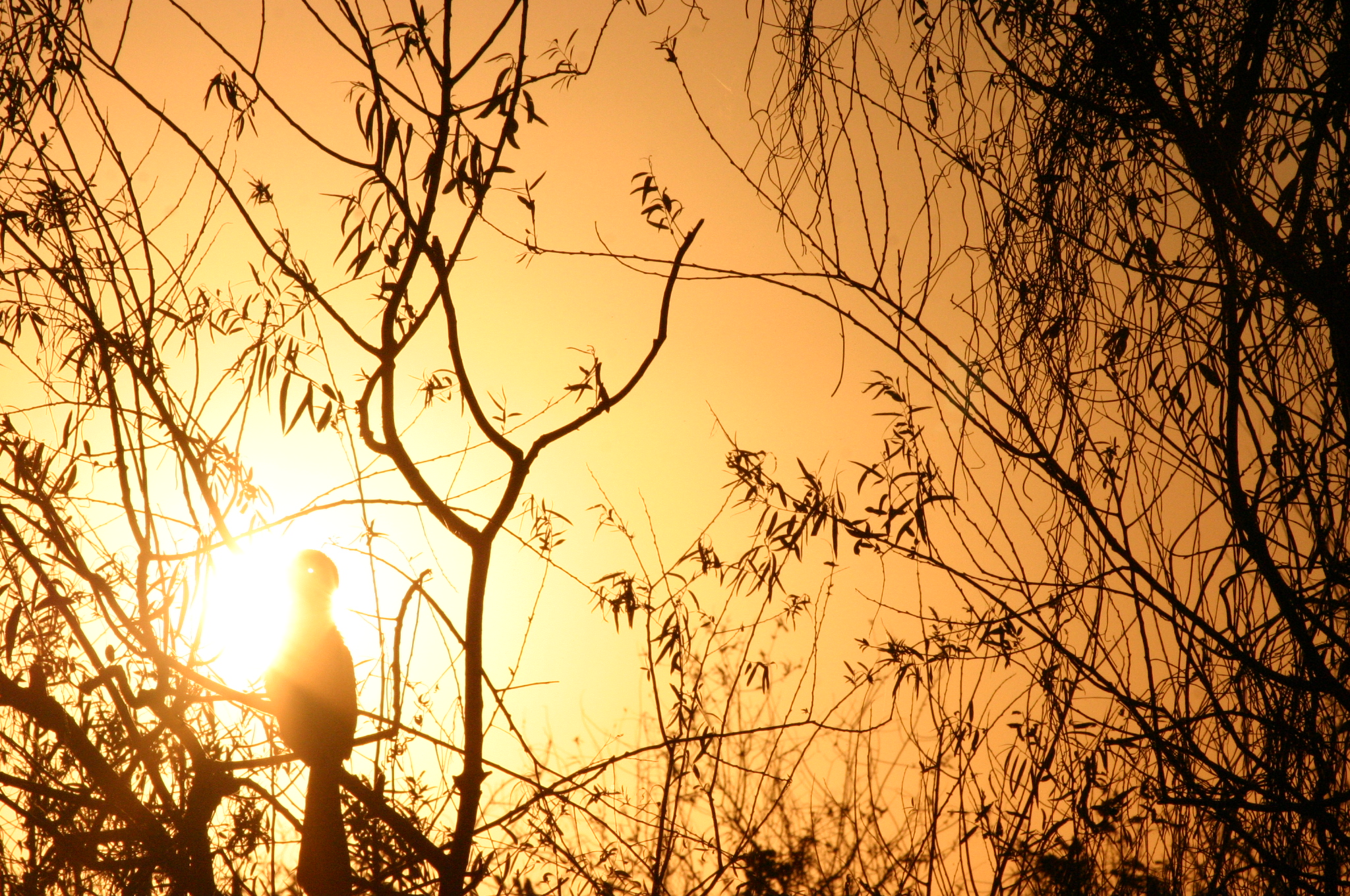
Många människor finner skönhet i naturen, i form av till exempel en solnedgång.

Skönhet är en egenskap hos en person, plats, ett objekt eller en föreställning som åstadkommer en upplevelse av perceptuell njutning, mening eller tillfredsställelse hos betraktaren. Denna upplevelse uppstår från sinnliga manifestationer som form, färg, personlighet, ljud, utformning eller rytm. Skönhet studeras inom estetik, sociologi, socialpsykologi och kulturvetenskap. Skönhet som kulturell skapelse kan vara extremt kommersialiserad.
Den subjektiva upplevelsen av skönhet innefattar ofta en tolkning av någon entitets balans eller harmoni med naturen, vilket kan medföra attraktion och känslomässigt välmående. "Skönheten ligger i betraktarens öga" är en vanlig fras som uttrycker denna uppfattning. Huruvida skönhet är en objektiv egenskap hos tingen eller om "skönheten ligger i betraktarens öga" är alltjämt under diskussion.

## Estetik
| Vad som brukar symbolisera skönhet har skiftat genom historien. I antikens Grekland representerades skönhet ofta av en manskropp medan skönhet idag oftare representeras av ett kvinnoansikte. |  | Vad som brukar symbolisera skönhet har skiftat genom historien. I antikens Grekland representerades skönhet ofta av en manskropp medan skönhet idag oftare representeras av ett kvinnoansikte. |
| Vad som brukar symbolisera skönhet har skiftat genom historien. I antikens Grekland representerades skönhet ofta av en manskropp medan skönhet idag oftare representeras av ett kvinnoansikte. |  | |

Att förstå skönhetens natur och mening är en av nyckelfrågorna inom den filosofiska disciplinen estetik. Tonsättaren och kritikern Robert Schumann skiljde mellan två typer av skönhet, naturlig och poetisk skönhet. Den förra återfinns i mediterandet av naturen, medan den senare finns i människans medvetna och kreativa ingripande i naturen. Schumann antydde att båda typer av skönhet förekommer i musik och annan konst, men att naturlig skönhet endast är sinnlig njutning. Poetisk skönhet börjar där den naturliga skönheten slutar.
Filosofen Immanuel Kant, vars estetikteori har varit inflytelserik, noterade att skönhet tycks inneha både subjektiva och objektiva egenskaper. Kant argumenterade för skönhetens subjektiva natur och skrev: "Smakens omdöme är därför inte ett kognitivt omdöme, och därför inte logiskt, utan är estetiskt - vilket innebär att det är någonting vars bestämmelsegrund inte kan vara annat än subjektivt." Kant lade emellertid även märke till att när någon kallar ett ting skönt, så anser han inte sitt omdöme gälla endast för honom själv, utan för alla människor, och talar om skönhet som om det vore en egenskap hos tinget självt.
En vanlig föreställning är att skönhet återfinns i goda ting och människors utseende. Ett gott äpple upplevs vara vackrare än ett fläckat äpple. De flesta människor ser ofta attraktiva personer som goda, både fysiskt och på ett djupare plan. De anses, mer specifikt, inneha en rad positiva drag och personliga egenskaper.
Människors talanger kan även utveckla och förändra deras skönhetsuppfattning. Snickare kan se en oproportionerlig byggnad som ful, och musiker lär sig att urskilja falska toner i uppspelningar. Många personer utvecklar sådana skönhetsuppfattningar angående sina intressen och arbeten.
Termen "estetisk kompetens" används inom arbetslivet när man menar att människor ska ha ett bra utseende.

## Skönhetens historia
De tidigaste teorierna om skönhet som vi idag känner till härstammar från de grekiska försokratiska filosoferna, som Pythagoras. Pythagoréerna ansåg att det fanns ett starkt band mellan matematik och skönhet. De upptäckte i synnerhet att föremål vars proportioner överensstämde med det gyllene snittet upplevdes som mer attraktiva. Den antika grekiska arkitekturen utgick från denna syn på symmetri och proportion. Forskare på University of California och University of Toronto visade 2009 att personer vars ansiktsdrag är symmetriska och välproportionerade anses vara mer attraktiva än de vars ansikten inte gör det.